# 숀 B. 캐럴

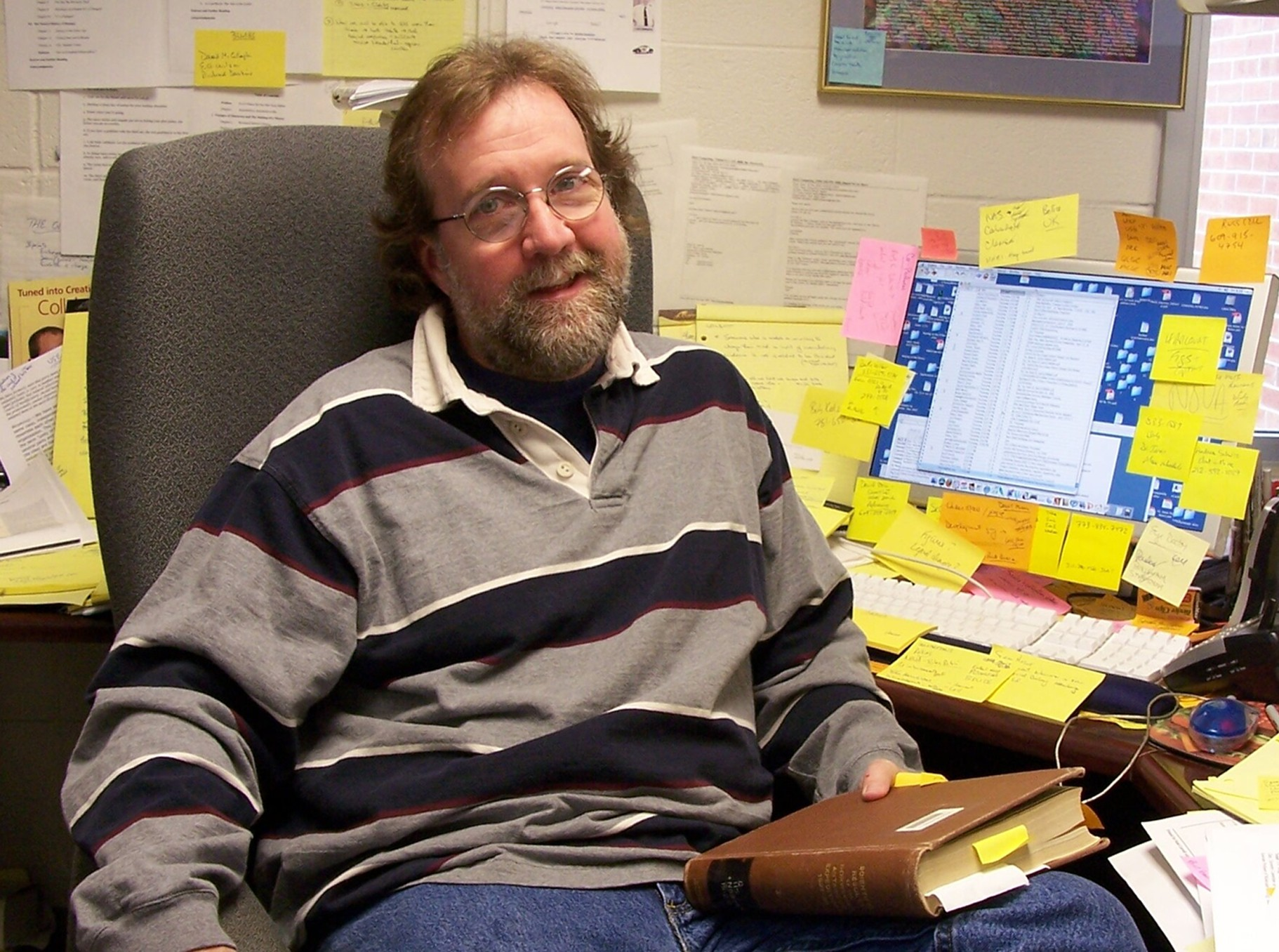

숀 B. 캐럴 (Sean B. Carroll, 1960년 9월 17일 ~ )은 미국의 진화 발달 생물학자, 작가, 교육자 및 총괄 프로듀서이다. 그는 위스콘신-매디슨 대학의 분자 생물학 및 유전학의 앨런 윌슨 교수이다. 그의 연구는 초파리 를 모델 시스템으로 사용하여 생물학적 발달의 맥락에서 유전자 발현을 조절 하는 시스 조절 요소 의 진화에 중점을 둔다. 그는 미국 과학 아카데미, 미국 철학 학회 (2007), 미국 예술 과학 아카데미 및 미국 과학 진흥 협회의 회원이다. 그는 Howard Hughes Medical Institute 조사관이다.
캐럴은 그레이터 밀워키 재단(Greater Milwaukee Foundation)의 쇼 과학자 상, 진화 연구 협회(Society for the Study of Evolution)의 스티븐 제이 굴드 상( Stephen Jay Gould Prize ), 생명 과학 분야의 벤자민 프랭클린 메달( Benjamin Franklin Medal ), 록펠러 대학(Rockefeller University)의 루이스 토마스 상( Lewis Thomas Prize )을 수상했다.
캐럴은 오하이오 주 톨레도에서 태어났다. 그는 어렸을 때 뱀을 찾기 위해 바위를 뒤집고 11살이나 12살에 뱀을 기르기 시작했다고 말했다. 이 활동을 통해 그는 뱀의 패턴 을 보고 그것이 어떻게 형성되는지 궁금해했다. 그는 세인트루이스에 있는 워싱턴 대학교 에서 생물학 학사, 박사 학위를 받았다. Tufts University에서 면역학 박사 학위를 취득하고 University of Colorado Boulder에서 박사 후 과정을 수행했다.
캐럴은 진화발생생물학 ("evo-devo"라고도 함)의 최전선에서 유전자 변화가 신체 부위와 패턴의 진화를 제어하는 방법을 연구하고 있다. 그는 위스콘신-매디슨 대학의 분자 생물학 및 유전학의 앨런 윌슨 교수이자 하워드 휴즈 의학 연구소 의 연구원이다. 1987년 캐롤은 위스콘신-매디슨 대학교에 "우리가 보는 형태의 다양성을 생성하기 위해 유전자가 어떻게 다른 방식으로 사용되는지 이해하는 데 중점을 둔" 연구소를 설립했다. 세포 및 분자 생물학 연구소(Labor of Cell and Molecular Biology)는 캐럴의 관심 분야를 "초파리, 나비 및 기타 동물의 신체 패턴의 유전적 제어"로 나열한다. 캐럴의 팀은 일련의 논문에서 초파리 초파리 의 배아 단계에서 유전자의 활성화가 날개의 발달을 제어하는 방법을 보여주었다. 연구팀은 이 유전자에 해당하는 나비를 찾고 있다.